# Vítek I. z Prčice
Vítek I. z Prčice, někdy uváděný jako Vítek nejstarší (před rokem 1120? – 1194, uváděný také německy jako Witiko von Prčice, Veit von Prčitz či latinsky jako Witego de Purschitz) je považován za zakladatele rodu Vítkovců.

## Život

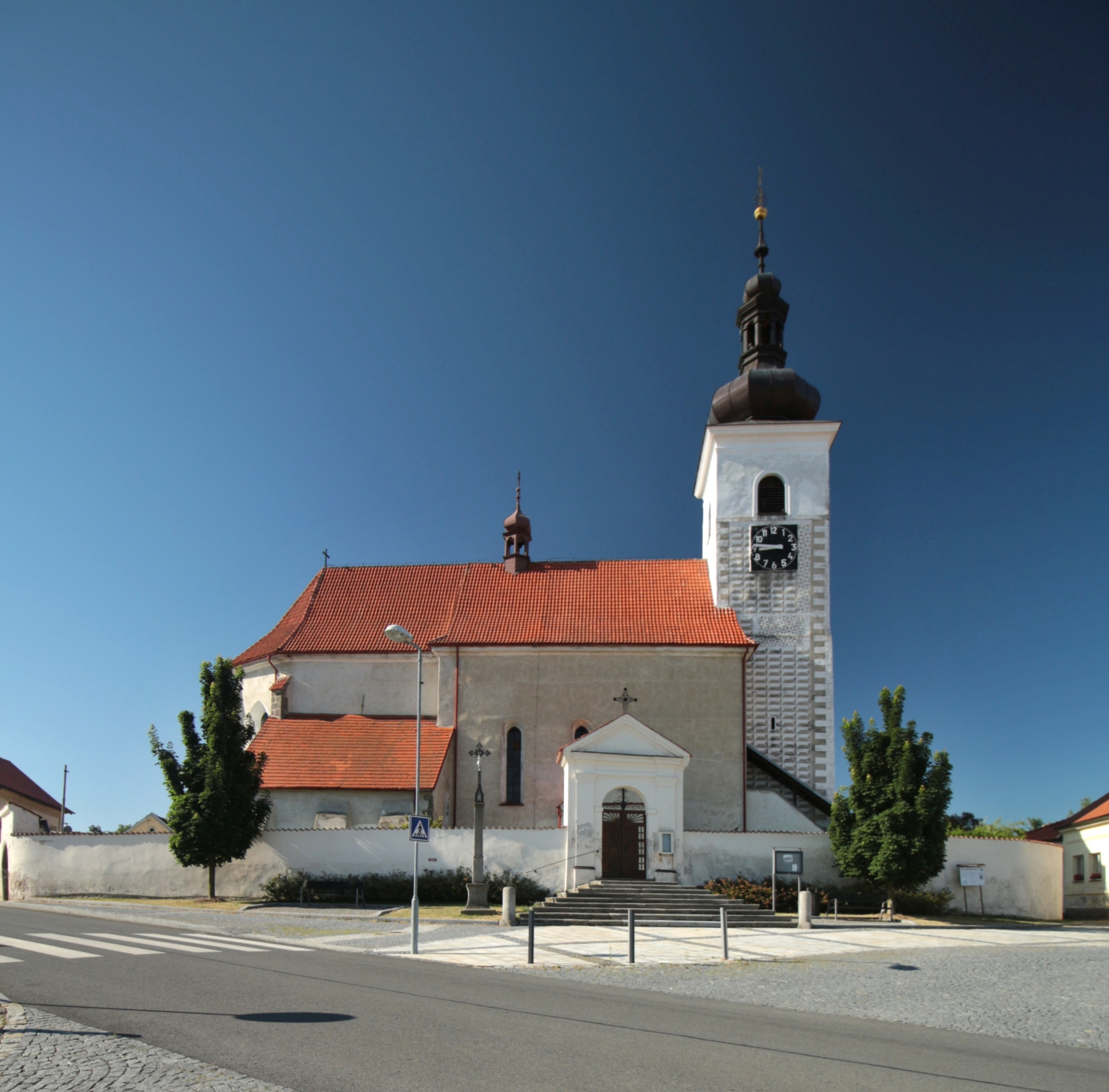
Kostel sv. Vavřince v Prčici (Sedlec-Prčice) založený Vítkem I.

Přesné místo ani datum jeho narození není známo. Je první známou osobou z rodu Vítkovců, jednoho z nejstarších českých šlechtických rodů, který ve středověku svou politickou mocí i majetkem patřil k zároveň nejvýznamnějším.
Velmož Vítek I. je poprvé doložen k roku 1169, kdy se prokazatelně pohyboval na dvoře krále Vladislava II. ve funkci královského stolníka. Po Vladislavově rezignaci v roce 1172 byl nejprve na straně jeho syna Bedřicha a účastnil se i jednání s císařem Friedrichem Barbarossou v letech 1172–1173. Potom se přiklonil ke knížeti Soběslavovi II., na jehož dvoře je opět uváděn jako stolník. Roku 1177 byl jmenován kladským purkrabím.
Po návratu Bedřicha do Čech ale znovu přešel na jeho stranu a v roce 1179 za něj bojoval v bitvě u Loděnice. Za to mu pravděpodobně kníže Bedřich daroval Prčici (v roce 1184 byl už uváděn jako Vítek z Prčice) a jmenoval ho i správcem Prácheňského kraje. V témže roce byl jmenován kastelánem prácheňského hradu a získal další majetky ve středních a především jižních Čechách.
Roku 1185 byl proti vydání Vitorazska, patřícího k české koruně, Kuenringům. Když byl roku 1189 na sněmu v Sadské přijat nejstarší český zákoník Zemská statuta knížete Konráda III., vystupoval Vítek jako svědek.

## Potomci
Vítek I. z Prčice měl prokazatelně čtyři syny, z nichž nejstarší byl Jindřich (?–1237). U dalších neznáme přesně jejich jména ani data narození a úmrtí, jsou uváděni jako Vítek II. starší, Vítek III. mladší, Vítek IV. z Klokot. Jako pátý, nelegitimní syn bývá uváděn Sezema (to byl ale možná synovec). Podle rodové pověsti mezi tyto potomky rozdělil před smrtí svůj majetek a tak vzniklo pět rodových větví Vítkovců známé jako dělení růží.

## Legenda
Jedna z legend praví, že Vítkovci mají původ v římském rodu italských Orsiniů. Legenda vznikla tak, že Oldřich II. z Rožmberka kvůli zvýšení prestiže rodu Rožmberků vytvořil fiktivní genealogickou linii knížat Orsiniů. Ta byla na přání Oldřichových synů Jana a Jošta mezi roky 1469 až 1481 dokonce potvrzena třemi členy rodu Orsiniů; byla dokládána i podobností erbů. Legendu po roce 1594 znovu oživil rožmberský dvorní kronikář a archivář Václav Březan ve svém díle „Monumenta Rosenbergica“ a ta se tak šířila dále, ačkoliv nebyla jinak doložena. V roce 1609 ji Březan zapsal také ve svém zkráceném výtahu z rožmberské kroniky Kurzen und summarischen Auszug aus der Rosenbergischen Chronik. Nadpis první kapitoly: „O knížeti vlaském Vítkovi, kterýž se nejprv do těchto krajin dostal“, je tudíž zavádějící.

## V literatuře
Vítkův životní příběh a historické děje jeho doby beletristicky zpracoval Adalbert Stifter v románu Vítek (Witiko, 1865–1867).